# Liste der Einträge im National Register of Historic Places im Comal County
Die Liste der Registered Historic Places im Comal County führt alle Bauwerke und historischen Stätten im texanischen Comal County auf, die in das National Register of Historic Places aufgenommen wurden.

## Aktuelle Einträge
| Lfd. Nr. | Name im NRHP                                 | Bild | Datum der Eintragung | Adresse/Lage                                                 | Ort                    | NRHP-ID  | Beschreibung |
| -------- | -------------------------------------------- | ---- | -------------------- | ------------------------------------------------------------ | ---------------------- | -------- | ------------ |
| 1        | Andreas Breustedt House                      |      | 22. Juli 1982        | 1370 Church Hill Dr.                                         | New Braunfels          | 82004497 |              |
| 2        | Brauntex Theater                             |      | 24. März 2008        | 290 W. San Antonio                                           | New Braunfels          | 08000240 |              |
| 3        | Carl W. A. Groos House                       |      | 17. Aug. 2000        | 228 S. Seguin St.                                            | New Braunfels          | 00000884 |              |
| 4        | Comal County Courthouse                      |      | 12. Dez. 1976        | N. Sequin Ave.                                               | New Braunfels          | 76002017 |              |
| 5        | Comal Hotel and Klein-Kuse House             |      | 26. Juni 1986        | 295 E. San Antonio and 165 Market St.                        | New Braunfels          | 86001373 |              |
| 6        | Comal Power Plant                            |      | 20. Aug. 2004        | Jct. of Landa Rd. and Landa Park Dr.                         | New Braunfels          | 04000895 |              |
| 7        | Faust Street Bridge                          |      | 17. März 2009        | Connecting Faust and Porter Streets at the Guadalupe River   | New Braunfels          | 09000138 |              |
| 8        | First Protestant Church                      |      | 14. Juli 1971        | 296 S. Sequin St.                                            | New Braunfels          | 71000926 |              |
| 9        | Gruene Historic District (Boundary Increase) |      | 8. Jan. 2004         | Gruene Rd. W. from Sequin St. to the W side of Gruene Bridge | New Braunfels          | 04000066 |              |
| 10       | Gruene Historic District                     |      | 21. Apr. 1975        | Both sides of Sequin, New Braunfels, and Austin Sts.         | Gruene                 | 75001962 |              |
| 11       | Guadalupe Hotel                              |      | 13. März 1975        | 471 Main Plaza                                               | New Braunfels          | 75001963 |              |
| 12       | Holz-Forshage-Krueger Building               |      | 17. Apr. 1997        | 472 W. San Antonio St.                                       | New Braunfels          | 97000362 |              |
| 13       | Hotel Faust                                  |      | 2. Mai 1985          | 240 S. Sequin St.                                            | New Braunfels          | 85000922 |              |
| 14       | Lindheimer House                             |      | 25. Aug. 1970        | 489 Comal Ave.                                               | New Braunfels          | 70000744 |              |
| 15       | Natural Bridge Caverns Sinkhole Site         |      | 29. Okt. 2004        | Address Restricted                                           | Natural Bridge Caverns | 04001202 |              |
| 16       | Stephen Klein House                          |      | 25. Aug. 1970        | 131 S. Seguin St.                                            | New Braunfels          | 70000743 |              |